# Life Science Engineering
Unter Life Science Engineering versteht man ein Forschungsfeld und Studienfach, das im Schnittpunkt der Ingenieurwissenschaften mit den Lebenswissenschaften (Life Sciences), angesiedelt ist und zunehmend an Bedeutung gewinnt. Life Science Engineering beschäftigt sich mit der technischen Nutzung und ingenieurwissenschaftlichen Umsetzung der Erkenntnisse aus den Lebenswissenschaften. Erst wenn man verstanden hat wie lebende Systeme funktionieren, kann man dieses Wissen technisch nutzen. Dazu gehört die Entwicklung neuer Produkte oder Verfahren für die pharmazeutische und auch chemische Industrie, die Kosmetikindustrie oder in der Umwelttechnik. Umgekehrt ist ingenieurwissenschaftliches Wissen erforderlich, um biologische Systeme in technische Prozesse zu integrieren. Ein typisches Beispiel ist die Herstellung pharmazeutischer Wirkstoffe in ausreichender Menge und Qualität.
Vereinfacht bezeichnet ein „Life Science Engineer“ einen im Team arbeitenden Ingenieur, der naturwissenschaftliche Zusammenhänge im Bereich der Lebenswissenschaften versteht und seine Kenntnisse in technische Lösungen umsetzen kann. Aspekte der Nachhaltigkeit sowie die Anwendung anspruchsvoller Software (Bioinformatik, Simulation) sind dabei auch von Bedeutung.

## Kritiker und Befürworter
Es gibt kritische Stimmen, die bemängeln, dass unter diesem neudeutschen Begriff einfach Fachgebiete zusammengefasst werden, die man früher Biotechnologie, Verfahrenstechnik oder xyz-Ingenieurwissenschaft nannte und nun durch den Begriff Life Science Engineering eine Imageaufwertung erfahren sollen. Andererseits ist die konsequentere Verknüpfung der Lebenswissenschaften mit den Ingenieurwissenschaften sicherlich in dieser Konsequenz neu und innovativ. Der Begriff hat sich aber nicht nur im deutschen Hochschul- und Forschungsbereich bereits fest etabliert, sondern findet auch international zunehmend Verwendung. Inhaltlich gibt es Studiengänge, die ein ähnliches Grundprofil aufweisen, wie z. B. Biotechnologie, Bioverfahrenstechnik, Bioingenieurswesen.

## Studiengang
Life Science Engineering ist ein interdisziplinärer Studiengang (Bachelor- und Masterstudiengang), der auch an einigen Hochschulen außerhalb Deutschlands studiert werden kann. Den Absolventen werden gute Chancen u. a. im Life Science-spezifischen Anlagenbau, der chemisch-pharmazeutischen Industrie (Medikamente, Pflegemittel, Nahrungsergänzungsmittel etc.), in der Nahrungs- und Genussmittelindustrie sowie in Biotechnologiefirmen (Herstellung von Wirkstoffen durch Mikroorganismen und Zellkulturen, Entwicklung und Durchführung von biotechnologischen Untersuchungsverfahren und Screeningmethoden) eingeräumt.